# Muhamed Tijani
Muhamed Tijani (* 26. července 2000 Kaduna) je nigerijský profesionální fotbalista, který hraje na pozici útočníka za anglický klub Plymouth Argyle FC, kde je na hostování ze Slavie Praha. Je také bývalým nigerijským mládežnickým reprezentantem.

## Klubová kariéra

### Baník Ostrava
Tijani přišel do akademie Baníku Ostrava 27. září 2018 z nigerijského klubu 36 Lion FC, kde v minulosti působil mimo jiné i Peter Olayinka, Yira Sor či Moses Usor. Profesionální smlouvu s Baníkem Ostrava podepsal 27. srpna 2019.

#### Třinec (hostování)
Tijani odešel v létě do Třince na roční hostování. Za klub debutoval 27. srpna v pohárovém utkání proti TJ Valašské Meziříčí.

#### Karviná (hostování)
V lednu 2020 byl Tijani předčasně odvolán z hostování v Třinci a přesunul na hostování do Karviné. Za Karvinou debutoval 3. června proti Slovácku.

#### Sezóna 2020/21
Po návratu z hostování debutoval 21. srpna 2020 v dresu Baníku Ostrava proti svému bývalému klubu Karviné. Tijani vstřelil 19. září svůj první gól za klub při ligovém vítězství 3:0 nad FK Pardubice.

#### Třinec (druhé hostování)
Tijani se 8. února 2021 vrátil do Třince, a to v rámci půlročního hostování. Svůj druhý debut si odbyl 6. března proti Blansku.

#### Táborsko (hostování)
Tijani byl 23. července 2021 poslán na roční hostování do Táborska. Tentýž den debutoval proti Zbrojovce Brno.

#### Sezóna 2022/23
V létě 2022 se vrátil do Baníku Ostrava a stabilizoval se v základní sestavě. Svůj první gól v sezoně vstřelil 6. srpna proti Bohemians 1905. Tijani v září 2022 prodloužil smlouvu s Baníkem do konce roku 2024.
V sezóně na sebe upozornil 11 vstřelenými brankami v 32 ligových utkáních. Olomouci nastřílel hattrick, předtím Plzni oba góly, které vedly k vítězství Baníku 2:1. Osm gólů vstřelil v závěrečné fázi ročníku, kdy Baník bojoval o vyhnutí se barážovým příčkám.

### Slavia Praha
Dne 21. června 2023 Tijani přestoupil do Slavie Praha a podepsal smlouvu platnou do roku 2028; ve Slavii se sešel s bývalým reprezentačním spoluhráčem obráncem Igohem Ogbuem. Naopak z Edenu odešel do Baníku brazilský záložník Ewerton na roční hostování s opcí.
Plymouth Argyle FC
Dne 27. června 2024 Slavia poslala Tijaniho na hostování do Plymouth Argyle fc s opcí na trvalý přestup. 

## Reprezentační kariéra
Tijani byl členem nigerijského týmu do 20 let, který se zúčastnil mistrovství světa v roce 2019. Svůj první reprezentační zápas odehrál 24. května 2019 proti Kataru. Svůj první reprezentační gól pak vstřelil o šest dní později, a to, když v zápase proti Ukrajině proměnil pokutový kop.

## Statistiky
K 11. březnu 2023
| Klub             | Sezóna  | Liga                 | Liga   | Liga | Pohár  | Pohár | Celkem | Celkem |
| Klub             | Sezóna  | Liga                 | Zápasy | Góly | Zápasy | Góly  | Zápasy | Góly   |
| ---------------- | ------- | -------------------- | ------ | ---- | ------ | ----- | ------ | ------ |
| Baník Ostrava    | 2020/21 | Fortuna:Liga         | 11     | 1    | 1      | 0     | 12     | 1      |
| Baník Ostrava    | 2022/23 | Fortuna:Liga         | 32     | 11   | 3      | 1     | 35     | 12     |
| Baník Ostrava    | Celkem  | Celkem               | 43     | 12   | 4      | 1     | 47     | 13     |
| Třinec (host.)   | 2019/20 | Fortuna:Národní liga | 10     | 0    | 2      | 0     | 12     | 0      |
| Karviná (host.)  | 2019/20 | Fortuna:Liga         | 5      | 0    | 0      | 0     | 5      | 0      |
| Třinec (host.)   | 2020/21 | Fortuna:Národní liga | 8      | 0    | 0      | 0     | 8      | 0      |
| Táborsko (host.) | 2021/22 | Fortuna:Národní liga | 28     | 9    | 1      | 2     | 29     | 11     |
| Celkem           | Celkem  | Celkem               | 94     | 21   | 7      | 3     | 101    | 24     |